# Alpine A110
Pour modèle de 2017, voir Alpine A110 (2017).
L'Alpine A110 est un modèle d'automobile sportif produit par le constructeur français Alpine. Il est développé par Jean Rédélé et fabriqué à Dieppe entre 1962 et 1977 à partir de mécaniques Renault.
Célèbre sous la forme de berlinette, l'A110 a été championne des rallyes en 1971 et 1973.
Sur le marché français, l'auto entre dans la catégorie des CG 1200 S/1300 et Matra Djet.

## Historique

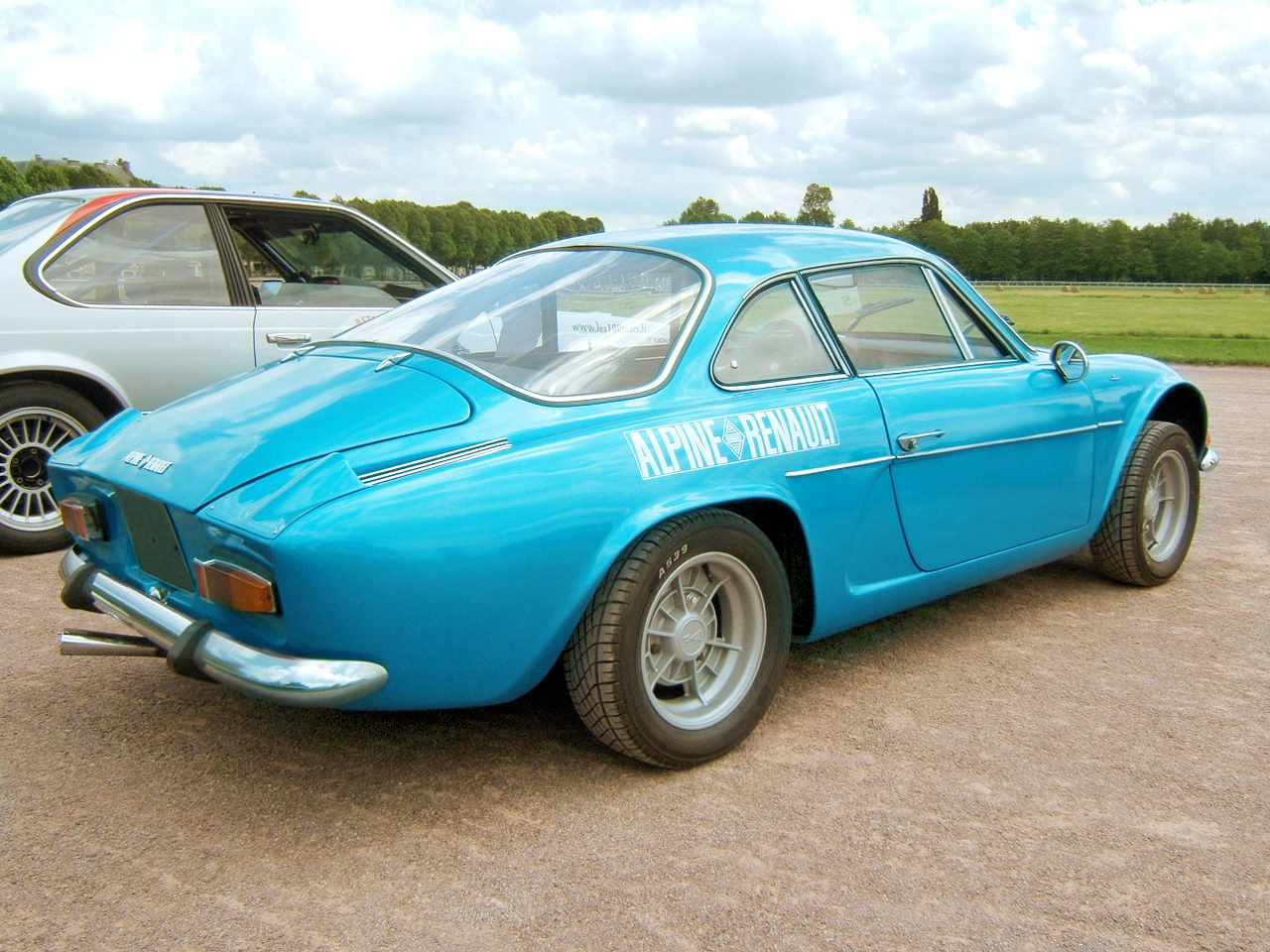
Arrière d'une berlinette Alpine A110.

L'Alpine A110 est introduite en 1962 au Salon de Paris comme une évolution de l'A108. Si l'A108 était conçue à partir de la Renault Dauphine, l'A110 utilise des pièces de Renault 8.
L'A110 bénéficie des pièces modifiées de la Renault 8 Gordini et de son moteur préparé et toujours d'un châssis-poutre en acier avec une carrosserie en fibre de verre-polyester et d'un moteur en porte à faux arrière. La principale différence avec l'A108 est l'arrière agrandi pour pouvoir accueillir le nouveau moteur quatre cylindres Renault à cinq paliers dont le radiateur est désormais en porte à faux, ceci lui donnant un style plus effilé.
Comme l'A108, l'A110 est disponible en berlinette « Tour de France » et en cabriolet, dessinés par Giovanni Michelotti,. La nouvelle carrosserie du coupé 2+2 GT4 est fabriquée par Chappe et Gessalin.
La voiture construit sa renommée internationale grâce à la compétition. Elle écume tous les rallyes nationaux et remporte de nombreuses victoires, sacrant plusieurs champions de France à son volant. Sa carrière internationale commence à la fin des années 1960 et se poursuit au début des années 1970 dans le nouveau championnat international de constructeurs en rallye.
Gagnant la majorité des épreuves en Europe, elle est la voiture de rallye la plus performante en 1971, début d'un historique unique dans le sport automobile  face aux Porsche 911, Ford Escort Twin cam et Lancia Fulvia HF. Parmi ses victoires notables, l'A110 gagne le rallye de Monte Carlo avec le pilote suédois Ove Andersson. Les A110 de course, d'usine ou privées auront le meilleur préparateur du moment, Marc Mignotet dont les moteurs étaient les plus performants, ceux-ci sont maintenant très recherchés dans les déclinaisons suivantes : en 1 296 cm3 (125 ch), 1 596 cm3 (155 ch), et 1 796 cm3 (175 ch) puis 1 860 cm3 (190 ch).

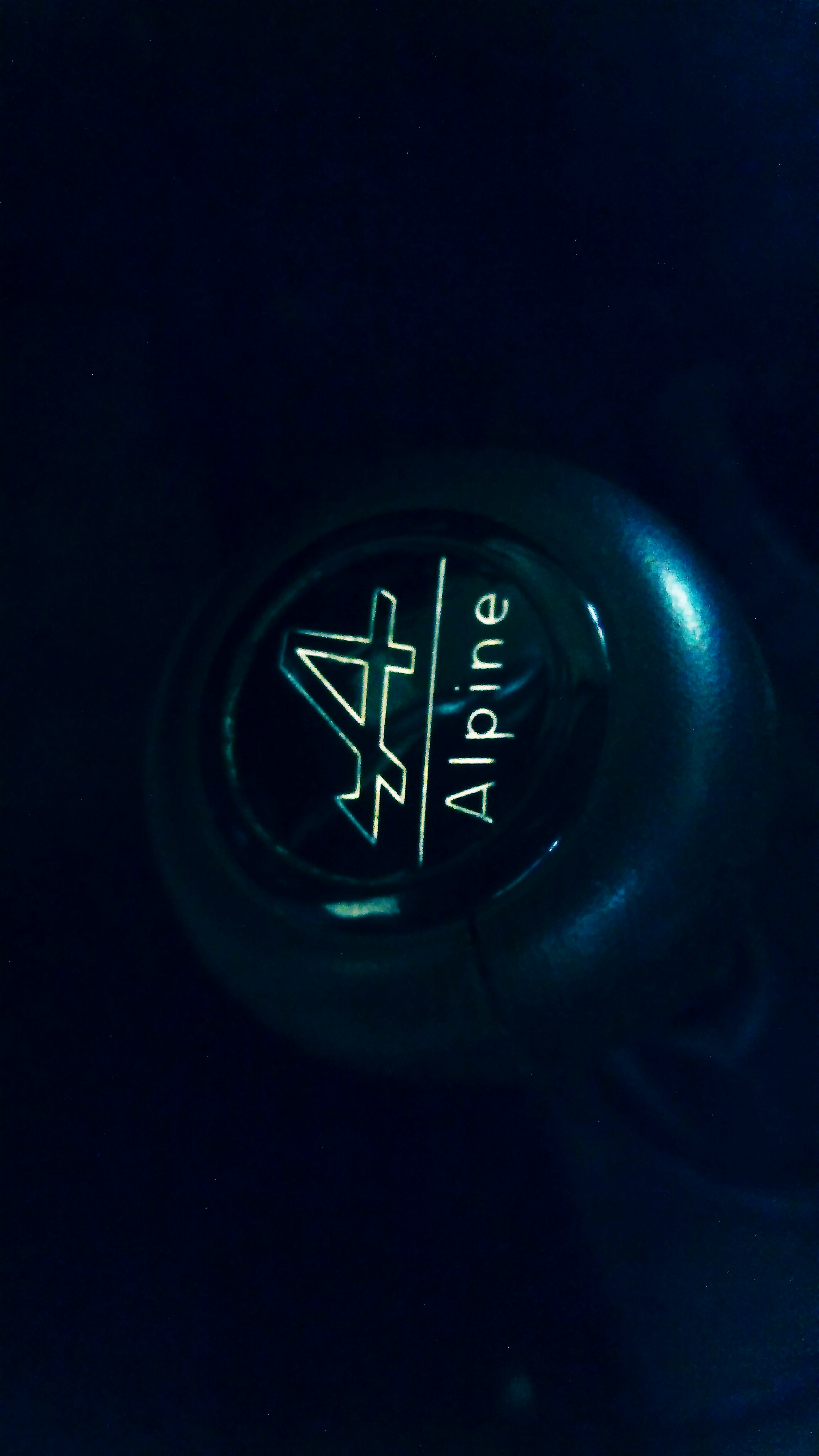
Levier de vitesse d'une Alpine A110.

En 1973, après le rachat complet d'Alpine par Renault, le championnat international est remplacé par un nouveau championnat du monde des rallyes pour constructeurs. Renault décide d'y participer avec l'A110 et avec une équipe comprenant les pilotes Jean-Luc Thérier (trois succès), Jean-Claude Andruet (1), Bernard Darniche (1) et Jean-Pierre Nicolas (1). L'A110 1800 Groupe 4 gagne six des treize courses inscrites au programme mondial, faisant d'Alpine le premier champion du monde des rallyes. Ses quatre pilotes vainqueurs d'épreuves sont alors surnommés par les Anglo-saxons « Les mousquetaires d'Alpine-Renault »,.
Le Groupe 4 permettait de nombreuses modifications, comme les boîtes de vitesses 364, 353 spéciales avec couple conique à la demande, avec ou sans autobloquants, le châssis renforcé avec poutre de treize centimètres, les triangles renforcés, la direction directe, le réservoir central, la lunette arrière en Plexiglas, les pare-chocs en polyester.
En 1974, face à la Lancia Stratos, première voiture conçue dès le début spécifiquement pour le rallye, avec moteur V6 Ferrari de 260 ch, il est évident que l'A110, qui a atteint la fin de son développement, est désormais dépassée. Les développements moteur de Marc Mignotet, avec l'injection à guillotine, font cependant encore quelques beaux succès. Sur quelques voitures d'usine, une culasse à quatre soupapes par cylindre est adaptée en ultime développement (A110 bis de 220 ch). En compétition, elles sont engagées par l'usine et des équipages privés en Groupe 3, Groupe 4, et quelques-unes en Groupe 5.
La modification du châssis, avec l'utilisation de la suspension arrière à double triangulation de l'A310 sur la version SC, n'augmente pas les performances et est boudée par les pilotes, car modifiant trop le caractère de la voiture. L'A110 1600S reste la plus glorieuse en palmarès.
La cote des autos de compétition Groupe 4 fabriquées à l'époque (non réalisées actuellement…) est plus élevée que celle des autos de série, cela étant vérifiable facilement par le fait d'avoir un palmarès, officiel ou non.
La berlinette A110 est devenue l'auto mythique des succès français en rallye dans les années 1960 et 1970.

## Évolution
L'A110 évolue en étant équipée des moteurs améliorés de la R8 Major et de la R8 Gordini. Elle commence alors à acquérir un certain palmarès sportif.
Après avoir gagné des rallyes en France et à l'étranger avec le « moteur Cléon-Fonte » conçu par l'ingénieur René Vuaillat de la R8 Gordini 1 108 cm3 et 1 265 cm3, elle sera équipée à partir des modèles 1969 du « moteur Cléon-Alu » de la Renault 16 TS. Avec deux carburateurs double corps Weber 45, il délivre jusqu'à 125 ch DIN, permettant à l'A110 1600S d'atteindre une vitesse de 205 km/h.
Pour 1969, les A110 reçoivent aussi une carrosserie modifiée plus étanche avec en série les projecteurs supplémentaires montés en option depuis deux ans.
Au-dessus du pare-chocs avant de l'A110, sont installés des clignotants rectangulaires remplacés un an plus tard sur les modèles 1972 par ceux de la Citroën Dyane.
En 1973, la suspension arrière de la version civile 1600SC reçoit les triangles superposés de l'A310 à la place du train arrière à demi-arbres oscillants. Le nombre d'écrous par roue passe de trois à quatre. Les poignées de portes sont remplacées par des boutons-poussoir et le panneau arrière démontable fournit un accès plus facile au compartiment moteur/boîte de vitesses.
Pour 1977, la dernière année de production, l'A110 1600SX adopte un tableau de bord modifié et des roues, dites "bobines", inspirées de celles de la nouvelle A310 V6, mais à quatre écrous de fixation (au lieu de trois sur l'A310). À noter que les derniers exemplaires produits sont équipés de feux arrière d'origine Alfa-Roméo en remplacement des « historiques » feux de R8.

Différents modèles de l'A110
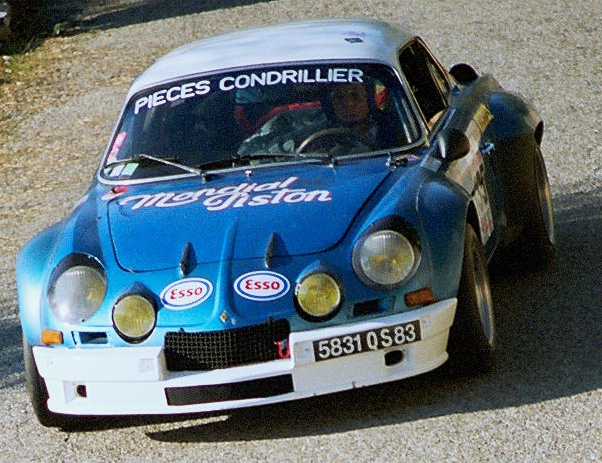
A110 en course.
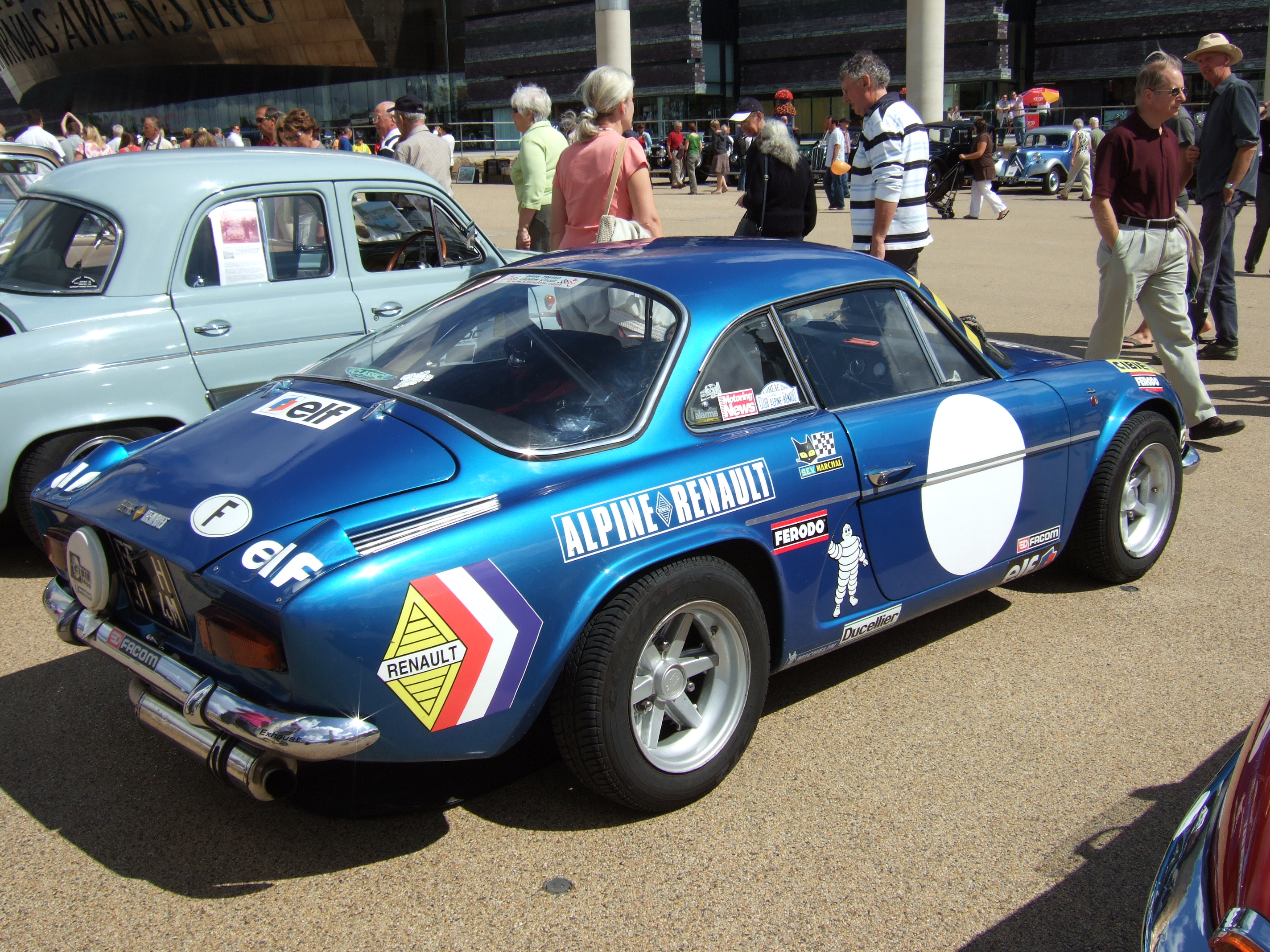
A 110 au Monte-Carlo (1971).
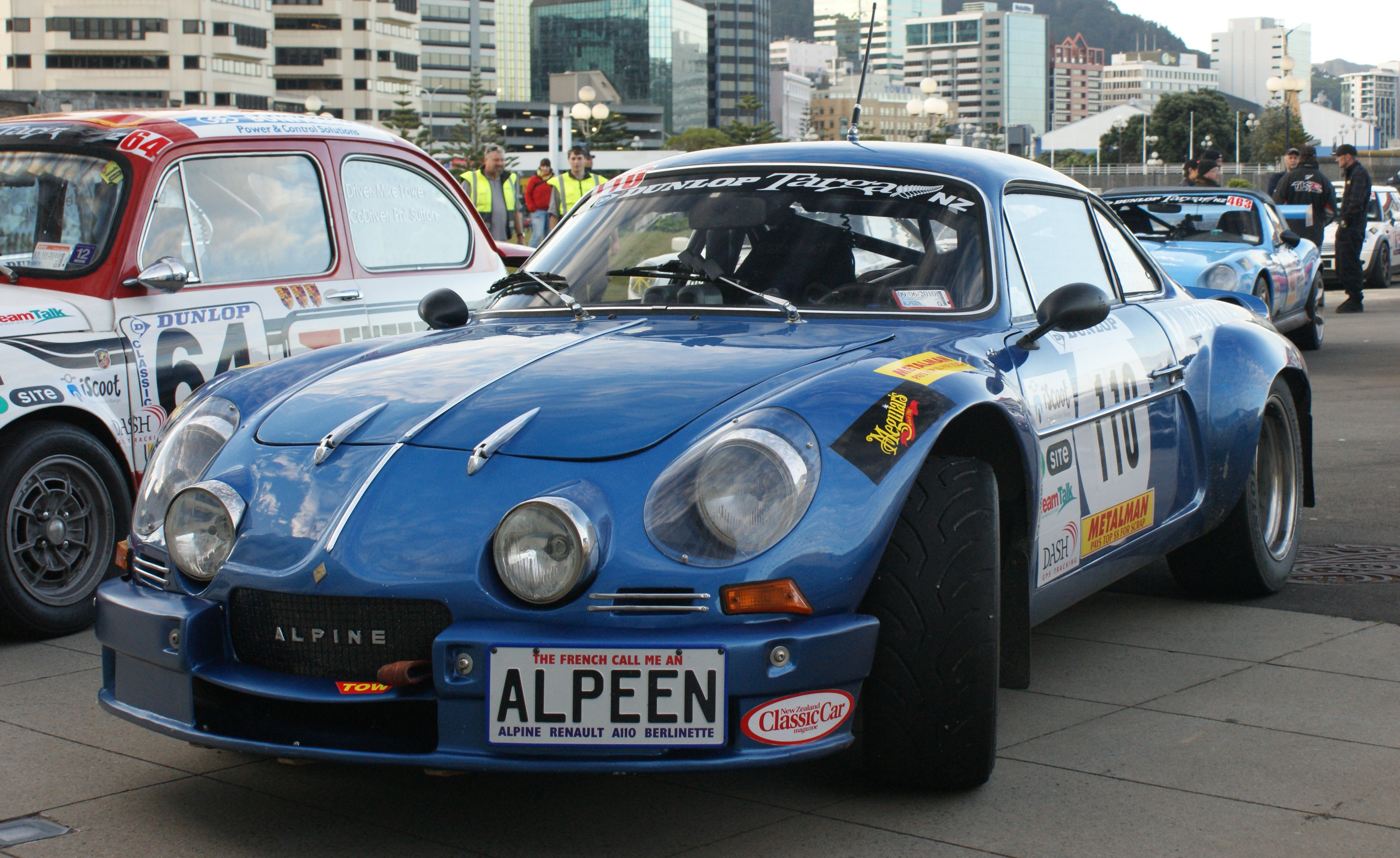
A110 à la Targa New-Zealand Classic (2009).
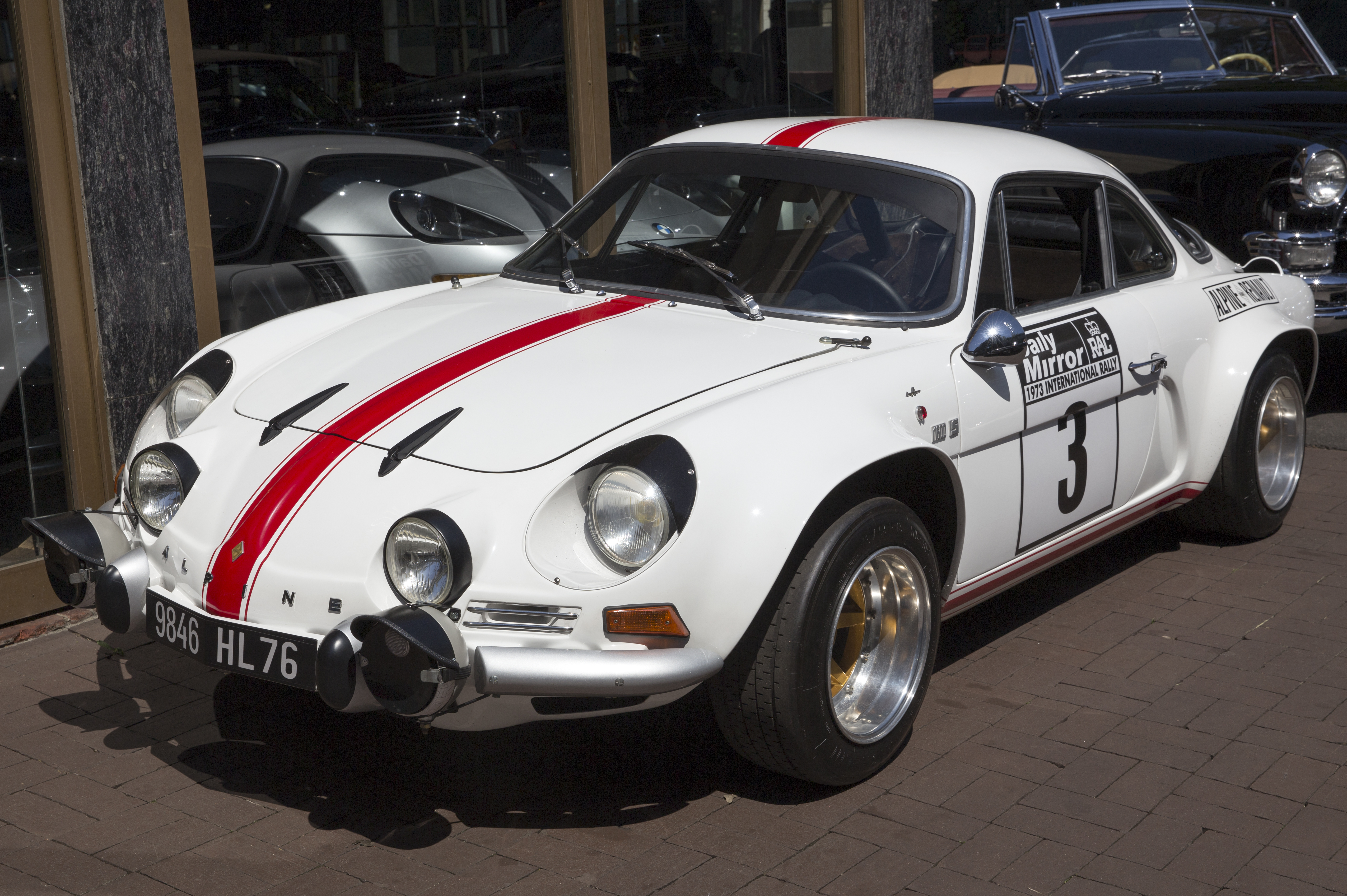
A110 1600 S VC de 1973.
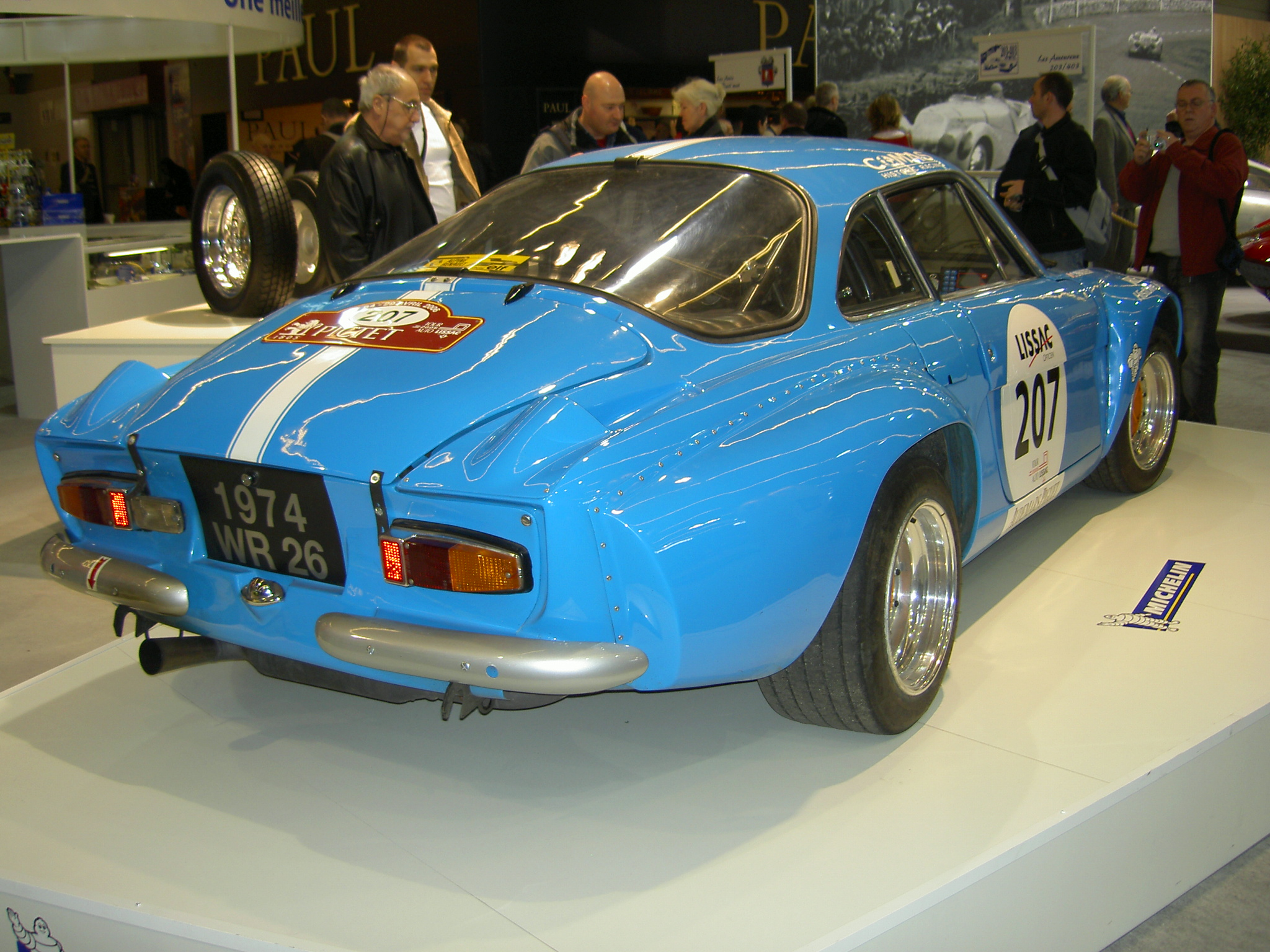
Vue arrière de l'A110.

## Fabrication

### En France
L'A110 a été équipée de divers moteurs. Voici la liste des voitures produites :
| Nom                     | Année modèle | Modèle     | Moteur                | Type         | Cylindrée (cm3) | Puissance maxi (ch SAE) |
| ----------------------- | ------------ | ---------- | --------------------- | ------------ | --------------- | ----------------------- |
| A110 956                | 1963-1965    |            | R8                    | R8           | 956             | 55                      |
| A110 1100 « 70 »        | 1964-1969    | 1100 VA    | R8 Major              | 688          | 1 108           | 66                      |
| A110 1100 « 100 »       | 1965-1968    | 1100 VB    | R8 Gordini            | 804          | 1 108           | 95                      |
| A110 1300 « Super » / S | 1966-1971    | 1300 VB    | R8 Gordini            | 804 puis 812 | 1 296           | 115 puis 120            |
| A110 1300 / 1300 G      | 1967-1971    | 1300 VA    | R8 Gordini 1300       | 812          | 1 255           | 103                     |
| A110 1500               | 1967-1968    | 1500       | Lotus Europa base R16 | 697-04       | 1 470           | 82                      |
| A110 1600               | 1969-1970    | 1600 VA    | 16 TS                 | 807-24       | 1 565           | 92 puis 102             |
| A110 V85 / 1300         | 1970-1976    | 1300 VC    | 10 1300 puis 15 TL    | 810-30/10    | 1 289           | 81 (68 ch DIN)          |
| A110 1600S              | 1970-1971    | 1600 VB    | 16 TS                 | 807-25       | 1 565           | 138 (125 ch DIN)        |
| A110 1600S/SC           | 1972 -1975   | 1600 VC/VD | 12 Gordini            | 844-32/30    | 1 605           | 140 (127 ch DIN)        |
| A110 1600SI             | 1973-1975    | 1600 VD    | 17 TS à injection     | 844-34       | 1 605           | 140 (127 ch DIN)        |
| A110 1600SX             | 1976-1977    | 1600 VH    | 16 TX                 | 843          | 1 647           | 93 ch DIN               |

### En Espagne

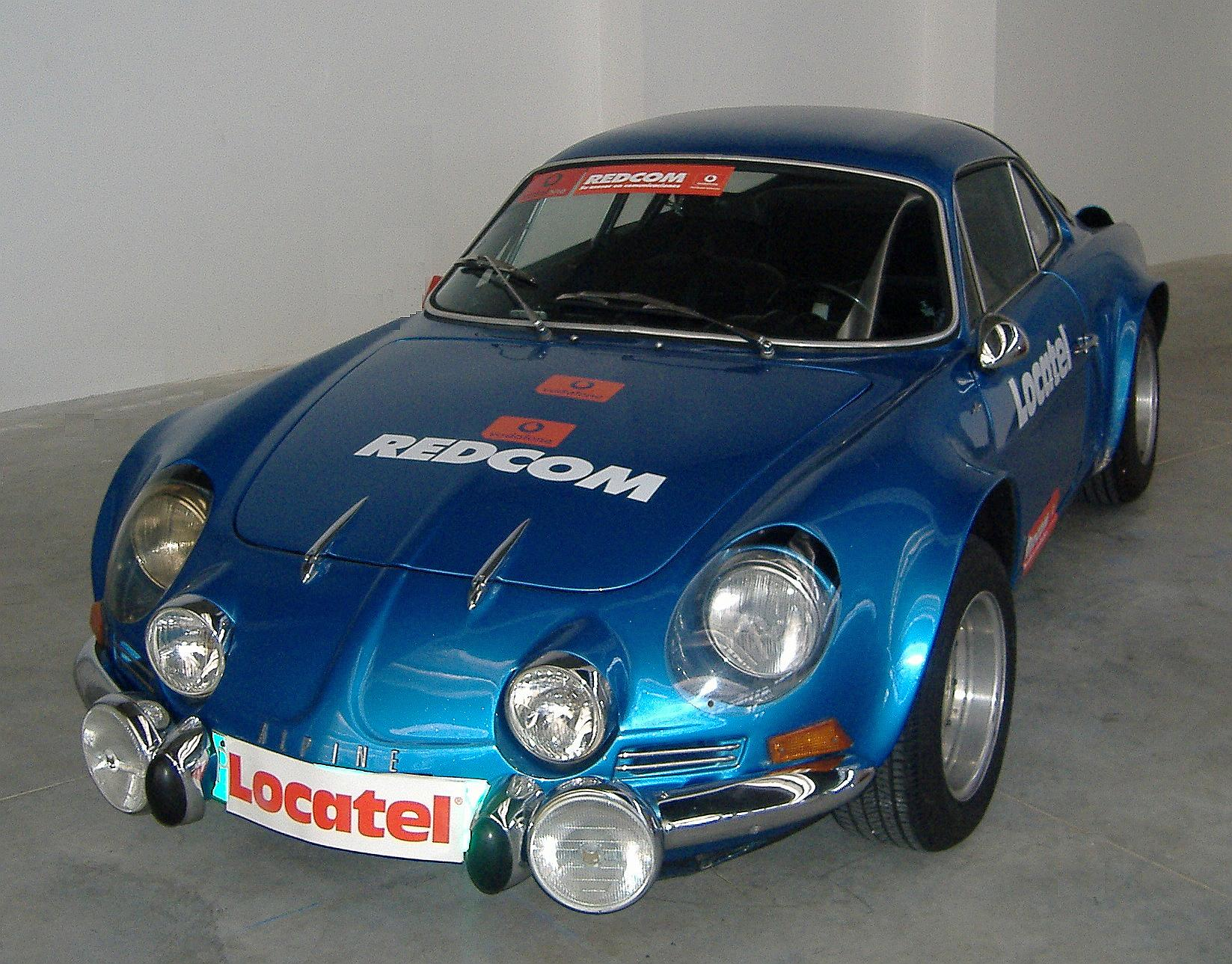
Version espagnole de la Renault Alpine A110 Rally.

La source la plus prolifique de berlinettes hors de France fut l'Espagne où des A110 , 1 108 cm3 , 1 289 cm3 et 1 397 cm3 ont été construites sous licence par Fasa-Renault. Les moteurs de faible puissance sont adaptés à la demande locale.
Les voitures 1 108 cm3 espagnoles sont plus lourdes que les 1 108 cm3 « 70 » françaises. Cette différence de poids est en général attribuée aux pare-chocs plus épais pour faire face aux conditions de routes plus difficiles. Cependant, l'A110-1300 espagnole est officiellement plus légère de 5 kg que la « 85 » française.
La production de la berlinette A110 ayant cessé en France en juillet 1977, c'est une A110-1400 construite en Espagne qui a l'honneur d'être la dernière des A110.
- Récapitulatif :
  - A110-1100 à moteur 1 108 cm3 de 1967 à 1970[1] ;
  - A110-1300 à moteur 1 289 cm3 de 1971 à 1976[1] ;
  - A110-1400 à moteur 1 397 cm3 de 1977 à 1978[1].

### Autres pays
Entre 1962 et 1966, Willys-Overland construit au Brésil environ mille cinq cents A108 (845 cm3, 904 cm3 et 998 cm3) sous le nom d'« Interlagos » (Coupé Sport, cabriolet et berlinette).
Des composants badgés « Interlagos » pour environ deux cents A110 S 1 108 cm3 ont été fournis par Dieppe pour l'assemblage en Bulgarie entre 1968 et 1970 sous le nom de « Bulgaralpine ». Une coopérative formée entre SPC Metalhim et ETO Bulet, dont la collaboration a également eu comme conséquence la création de Bulgarrenault.
L'A110 a également été produite sous licence au Mexique de 1964 à 1972 par Nacional diesel (DINA) — qui a également produit des véhicules Renault — sous le nom de « Dinalpin ». Environ trois cents berlinettes A110 de 956 cm3 ont été produites entre 1964 et 1967 puis environ deux cents variantes de 1 108 cm3 jusqu'en 1972.

## Motorisations et caractéristiques
| Moteur                                 | 956 cm3 51 ch                               | 956 cm3 55 ch                               | 1 108 cm3 65 ch                             | 1 108 cm3 66 ch                             | 1 108 cm3 95 ch                             | 1 255 cm3 103 ch                            | 1 255 cm3 105 ch                            | 1 289 cm3 81 ch                             | 1 289 cm3 68 ch                             | 1 296 cm3 115 ch                            |                                             |
| Période                                | 10/1962 à 9/1964                            | 10/1962 à 9/1965                            | 1/1968 à 9/1971                             | 9/1963 à 1/1968                             | 9/1964 à 1/1968                             | 1/1968 à 9/1971                             | 10/1966 à 1/1968                            | 9/1969 à 9/1972                             | 10/1972 à 9/1976                            | 9/1965 à 10/1966                            |                                             |
| Types carrosserie                      | Coupé Sport / GT4 / Cabriolet               | Berlinette                                  | Coupé GT4 / Cabriolet / Berlinette          | Coupé Sport / GT4 / Cabriolet / Berlinette  | Coupé GT4 / Cabriolet / Berlinette          | Coupé GT4 / Cabriolet / Berlinette          | Coupé GT4 / Cabriolet / Berlinette          | Berlinette                                  | Berlinette                                  | Coupé GT4 / Cabriolet / Berlinette          |                                             |
| Code - Identification                  | 689-02                                      | 689-01                                      | 688                                         | 688-03                                      | 804-00                                      | 812-01                                      | 812-01                                      | 810-30                                      | 810-10                                      | 804                                         |                                             |
| Architecture                           | 4-cylindres en ligne                        | 4-cylindres en ligne                        | 4-cylindres en ligne                        | 4-cylindres en ligne                        | 4-cylindres en ligne                        | 4-cylindres en ligne                        | 4-cylindres en ligne                        | 4-cylindres en ligne                        | 4-cylindres en ligne                        | 4-cylindres en ligne                        | 4-cylindres en ligne                        |
| Cylindrée (cm3)                        | 956                                         | 956                                         | 1 108                                       | 1 108                                       | 1 108                                       | 1 255                                       | 1 255                                       | 1 289                                       | 1 289                                       | 1 296                                       |                                             |
| Alésage × course (mm)                  | 65,0 × 72,0                                 | 65,0 × 72,0                                 | 70,0 × 72,0                                 | 70,0 × 72,0                                 | 70,0 × 72,0                                 | 74,5 × 72,0                                 | 74,5 × 72,0                                 | 73,0 × 77,0                                 | 73,0 × 77,0                                 | 75,7 × 72,0                                 |                                             |
| Distribution / soupapes                | Un arbre à cames latéral (ACL) / 8 soupapes | Un arbre à cames latéral (ACL) / 8 soupapes | Un arbre à cames latéral (ACL) / 8 soupapes | Un arbre à cames latéral (ACL) / 8 soupapes | Un arbre à cames latéral (ACL) / 8 soupapes | Un arbre à cames latéral (ACL) / 8 soupapes | Un arbre à cames latéral (ACL) / 8 soupapes | Un arbre à cames latéral (ACL) / 8 soupapes | Un arbre à cames latéral (ACL) / 8 soupapes | Un arbre à cames latéral (ACL) / 8 soupapes | Un arbre à cames latéral (ACL) / 8 soupapes |
| Taux de compression                    | 9,5 : 1                                     | 8,87 : 1                                    | 9,5 : 1                                     | 9,5 : 1                                     | 10,4 : 1                                    | 10,5 : 1                                    | 10,5 : 1                                    | 9,4 : 1                                     | 9,5 : 1                                     | 11,8 : 1                                    |                                             |
| Alimentation                           | 1 carburateur inversé simple corps          | 1 carburateur inversé simple corps          | 1 carburateur inversé double corps          | 1 carburateur inversé double corps          | 2 carburateurs horizontaux double corps     | 2 carburateurs horizontaux double corps     | 2 carburateurs horizontaux double corps     | 1 carburateur double corps                  | 1 carburateur double corps                  | 2 carburateurs horizontaux double corps     |                                             |
| Puissance maxi SAE en ch (kW) à tr/min | 51 (37,5) à 5 500                           | 55 (40,5) à 5 200                           | 65 (48) à 6 200                             | 66 (48,5) à 5 800                           | 95 (70) à 6 500                             | 103 (77) à 6 750                            | 105 (77) à 6 750                            | 81 (59,5) à 5 900                           | 68 (50) à 6 000                             | 115 (85) à 6 800                            |                                             |
| Puissance maxi DIN en ch (kW) à tr/min | NC                                          | NC                                          | NC                                          | NC                                          | 77,5 (57) à 6 500                           | 88 (65) à 6 800                             | 88 (65) à 6 800                             | 73 (53,5) à 6 000                           | NC                                          | NC                                          |                                             |
| Couple maxi SAE (mkg) à (tr/min)       | 7,5 à 3 500                                 | NC                                          | 9,2 à 4 000                                 | NC                                          | 10,0 de 4 000 à 6 000                       | 11,9 à 5 000                                | NC                                          | 10,5 à 3 500                                | NC                                          | NC                                          |                                             |
| Couple maxi DIN (mkg) à (tr/min)       | NC                                          | NC                                          | NC                                          | NC                                          | 8,9 à 4 000                                 | NC                                          | NC                                          | 9,9 à 3 500                                 | NC                                          | 10,7 à 5 500                                |                                             |

| Moteur                                 | 1 296 cm3 120 ch                            | 1 470 cm3 82 ch                             | 1 470 cm3 90 ch                             | 1 565 cm3 92 ch                             | 1 565 cm3 102 ch                            | 1 565 cm3 138 ch                            | 1 605 cm3 140 ch                            | 1 605 cm3 140 ch                            | 1 647 cm3 95 ch                             |
| Période                                | 10/1966 à 9/1971                            | 1/1968 à 9/1968                             | 10/1966 à 1/1968                            | 9/1968 à 9/1969                             | 9/1969 à 9/1970                             | 9/1970 à 9/1972                             | 9/1972 à 10/1975                            | 9/1973 à 10/1975                            | 10/1975 à 7/1977                            |
| Types carrosserie                      | Coupé GT4 / Cabriolet / Berlinette          | Berlinette                                  | Berlinette                                  | Berlinette                                  | Berlinette                                  | Berlinette                                  | Berlinette                                  | Berlinette                                  | Berlinette                                  |
| Code - Identification                  | 812                                         | 697-04                                      | 697                                         | 807-24                                      | 807-24                                      | 807-25                                      | 844-30 & 844-32                             | 844-34                                      | 843-30                                      |
| Architecture                           | 4-cylindres en ligne                        | 4-cylindres en ligne                        | 4-cylindres en ligne                        | 4-cylindres en ligne                        | 4-cylindres en ligne                        | 4-cylindres en ligne                        | 4-cylindres en ligne                        | 4-cylindres en ligne                        | 4-cylindres en ligne                        |
| Cylindrée (cm3)                        | 1 296                                       | 1 470                                       | 1 470                                       | 1 565                                       | 1 565                                       | 1 565                                       | 1 605                                       | 1 605                                       | 1 647                                       |
| Alésage × course (mm)                  | 75,7 × 72,0                                 | 76,0 × 81,0                                 | 76,0 × 81,0                                 | 77,0 × 84,0                                 | 77,0 × 84,0                                 | 77,0 × 84,0                                 | 78,0 × 84,0                                 | 78,0 × 84,0                                 | 79,0 × 84,0                                 |
| Distribution / soupapes                | Un arbre à cames latéral (ACL) / 8 soupapes | Un arbre à cames latéral (ACL) / 8 soupapes | Un arbre à cames latéral (ACL) / 8 soupapes | Un arbre à cames latéral (ACL) / 8 soupapes | Un arbre à cames latéral (ACL) / 8 soupapes | Un arbre à cames latéral (ACL) / 8 soupapes | Un arbre à cames latéral (ACL) / 8 soupapes | Un arbre à cames latéral (ACL) / 8 soupapes | Un arbre à cames latéral (ACL) / 8 soupapes |
| Taux de compression                    | 12,0 : 1                                    | 10,25 : 1                                   | 10,5 : 1                                    | 8,6 : 1                                     | 8,6 : 1                                     | 10,25 : 1                                   | 10,25 : 1                                   | 10,25 : 1                                   | 9,25 : 1                                    |
| Alimentation                           | 2 carburateurs horizontaux double corps     | 1 carburateur double corps                  | 1 carburateur double corps                  | 1 carburateur horizontal double corps       | 1 carburateur horizontal double corps       | 2 carburateurs horizontaux double corps     | 2 carburateurs horizontaux double corps     | Injection électronique Bosch D-Jetronic     | 1 carburateur double corps                  |
| Puissance maxi SAE en ch (kW) à tr/min | 120 (88) à 7 200                            | 82 (60) à 6 000                             | 90 (66) à 6 500                             | 92 (68) à 5 500                             | 102 (75) à 5 500                            | 138 (101,5) à 6 000                         | 140 (103) à 6 250                           | 140 (103) à 6 250                           | NC                                          |
| Puissance maxi DIN en ch (kW) à tr/min | 102 (75)                                    | 75 (55) à 6 000                             | 80 (59) à 6 000                             | NC                                          | NC                                          | 122 (90)                                    | 126,5 (93) à 6 250                          | 128 (94) à 6 450                            | 95 (70) à 6 000                             |
| Couple maxi SAE (mkg) à (tr/min)       | 12,4 à 4 500                                | 11,0 à 4 000                                | NC                                          | 14,0 à 4 000                                | 14,0 à 4 000                                | 14,7 à 5 000                                | 16,0 à 5 450                                | 16,2 à 5 450                                | NC                                          |
| Couple maxi DIN (mkg) à (tr/min)       | NC                                          | 10,2 à 4 000                                | 10,0 à 4 000                                | NC                                          | NC                                          | NC                                          | 15,15 à 5 450                               | 15,2 à 5 400                                | 13,1 à 4 000                                |

## Engagements en compétition

### Palmarès en rallye
- Rallyes nationaux :
  - 1963 : Alpine berlinette A108 (précurseur de 750 cm3 à 1L)  vainqueur du Rallye des Lions (un 17 février avec Michèle Dubosc, toute première victoire)[9], puis du Rallye d'Automne (avec Jacques Cheinisse) ; plusieurs victoires de classe se succèdent alors, la plus probante étant celle de 1964 au Rallye Monte-Carlo en 1 000 cm3.
  - …1963 : Alpine berlinette A110 vainqueur de classe au Tour de France auto en 1 000 cm3[10]
  - 1965, 1966, 1967, 1968, 1969, 1972, 1974 et 1976 : Alpine berlinette A110 vainqueur du Rallye du Mont-Blanc
  - 1969, 1970, 1971, 1972, 1973, 1975, 1976 et 1977 : Alpine berlinette A110 vainqueur du Rallye d'Automne de La Rochelle
  - 1966, 1967, 1968, 1969, 1971, 1972 et 1975 : Alpine berlinette A110 vainqueur du Critérium des Cévennes
  - 1966, 1968, 1969, 1970, 1971 et 1972 : Alpine berlinette A110 vainqueur du Rallye Lyon-Charbonnières
  - 1967, 1968, 1971, 1972 et 1974 : Alpine berlinette A110 vainqueur du Rallye du Var
  - 1968, 1969, 1970, 1974 et 1975 : Alpine berlinette A110 vainqueur du Rallye de Lorraine
  - 1969, 1970, 1971, 1972 et 1975 : Alpine berlinette A110 vainqueur du Rallye de la Châtaigne
  - 1970, 1971, 1972, 1973 et 1975 : Alpine berlinette A110 vainqueur de la Ronde de la Giraglia
  - 1967, 1968, 1969 et 1970 : Alpine berlinette A110 vainqueur du Rallye Vercors-Vivarais
  - 1967 (GT), 1968, 1969 et 1971 : Alpine berlinette A110 1400 puis 1600S vainqueur de la Coupe des Alpes (Jean Vinatier y remportant la Coupe d'Or)
  - 1967, 1968, 1970, 1972 et 1975 : Alpine berlinette A110 vainqueur du Critérium Neige et Glace
  - 1967, 1970, 1971 et 1974 : Alpine berlinette A110 vainqueur du Rallye Bayonne-Côte basque
  - 1968, 1970, 1972 et 1973 : Alpine berlinette A110 1440, puis A110 1600S (2), puis A110 1800 vainqueur du Tour de Corse (1970 et 1972 : intégré au championnat d'Europe ; 1973 au championnat du monde)
  - 1970, 1972, 1973 et 1974 : Alpine berlinette A110 vainqueur de la Ronde cévenole
  - 1968, 1969 et 1971 : Alpine berlinette A110 vainqueur du Rallye Vasco-Navarro (ch. esp.)
  - 1968, 1974 et 1975 : Alpine berlinette A110 vainqueur du Critérium de Touraine
  - 1969, 1970 (Inter et National) et 1971 (National) : Alpine berlinette A110 vainqueur du Rallye des Routes du Nord
  - 1970, 1971 et 1973 : Alpine berlinette A110 vainqueur du Rallye Jeanne d'Arc[11]
  - 1967 et 1971 : Alpine berlinette A110 vainqueur du Critérium Jean Behra (ou Rallye Jean Behra)
  - 1970 et 1971 : Alpine berlinette A110 vainqueur du Rallye de Genève (ch. suisse)
  - 1970 et 1975 : Alpine berlinette A110 vainqueur du Rallye Alpin-Behra (ou Rallye Grasse-Alpin, ou Critérium Alpin)
  - 1974 et 1975 : Alpine berlinette A110 vainqueur de la Ronde de Touraine
  - 1971 et 1972 : Alpine berlinette A110 vainqueur du Cork 20 Rally (en) (ch. irl.) (Billy Coleman)
  - 1972 et 1973 : Alpine berlinette A110 vainqueur du Rallye Paris - Saint-Raphaël Féminin
  - 1972 et 1975 : Alpine berlinette A110 vainqueur de la Ronde d'Armor
  - 1973 et 1974 : Alpine berlinette A110 vainqueur du Rallye du Vin (ch. suisse)
  - 1966 : Alpine berlinette A110 vainqueur du Rallye Barcelone-Andorre (ch. esp.)
  - 1967 : Alpine berlinette A110 vainqueur du Rallye de Ourense (ch. esp.)
  - 1967 : Alpine berlinette A110 vainqueur du Rallye de Rias Baixas (ch. esp.)
  - 1968 : Alpine berlinette A110 vainqueur du Rallye Príncipe de Asturias (ch. esp.)
  - 1968 : Alpine Berlinette A110 vainqueur du Rallye de Tchécoslovaquie (Vltava, ou Moldau) (ch. d'Europe)
  - 1969 : Alpine berlinette A110 vainqueur du Rallye Firestone (ch. esp.)
  - 1969 : Alpine berlinette A110 vainqueur des Boucles de Spa (ch. belge) (Jean-Marie Jacquemin)
  - 1969 : Alpine berlinette A110 1440 vainqueur du Rallye Andernach - Saint-Amand-les-Eaux[11]
  - 1971 : Alpine berlinette A110 vainqueur du Rallye Pétrole-Provence
  - 1971 : Alpine berlinette A110 vainqueur du Rallye du Touquet
  - 1971 : Alpine berlinette A110 vainqueur du Rallye de Picardie
  - 1971 : Alpine berlinette A110 vainqueur du Tour de l'Aisne
  - 1971 : Alpine berlinette A110 vainqueur du Rallye de Bulgarie (Ilia Tchoubrikov)
  - 1971 : Alpine berlinette A110 vainqueur du  Rallye Bosch de Bilbao (ch. esp.) (Bernard Tramont)
  - 1971 : Alpine berlinette A110 vainqueur du Marathon de la Route (96 Heures du Nürburgring)[11]
  - 1972 : Alpine berlinette A110 vainqueur du Rallye de l'Ouest[11]
  - 1972 : Alpine berlinette A110 1600S Gr3 vainqueur du Tour de l'Hérault
  - 1974 : Alpine berlinette A110 vainqueur du Critérium de la Côte d'Azur
  - 1974 : Alpine berlinette A110 vainqueur du Critérium Bayonne-Côte basque
  - 1975 et 1976 : Alpine berlinette A110 vainqueur du Tour auto de la Réunion
  - 1975 : Alpine berlinette A110 vainqueur de la Ronde de la Giraglia
  - 1975 : Alpine berlinette A110 vainqueur du Rallye Mecsek (Attila Ferjáncz)
  - 1976 : Alpine berlinette A110 vainqueur du Rallye de Saint-Amand-les-Eaux
  - 1976 : Alpine berlinette A110 vainqueur du 1er Rallye Ain-Jura (fédéral)
  - 1979 : Alpine berlinette A110 vainqueur du Rallye Terre de Marseille (Jean-Pierre Manzagol)[12]
- Victoires en courses de côte françaises (catégorielles)[11],[13] :
  - 1965 : Course de côte du Mont-Dore (Alpine berlinette A110 1re en catégorie moins de 1 300 cm3)
  - 1969 : Course de côte de Neufchâtel-en-Bray (Alpine berlinette A110 1re en catégorie GT)
  - 1969 : Course de côte de La Neuville-en-Hez (Alpine berlinette A110 1re en catégorie GT)
  - 1969 : Course de côte de Belbeuf (Alpine berlinette A110 1re en catégorie GT)
  - 1970 : Course de côte de Dieppe (Alpine berlinette A110 1re en catégorie GT)
  - 1971 : Course de côte de Neufchâtel (Alpine berlinette A110 1re en catégorie GT Spéciale)
  - 1971 : Course de côte de Tancarville (Alpine berlinette A110 1re en catégorie GT Spéciale)
  - 1971 : Course de côte de Pouilly (Alpine berlinette A110 1re en catégorie GT Spéciale)
  - 1972 : Course de côte de Neufchâtel (Alpine berlinette A110 1re en catégorie GT Spéciale)
  - 1972 : Course de côte de Beauvais (Alpine berlinette A110 1re en catégorie GT Spéciale)
  - 1972 : Course de côte de Charnizay (Alpine berlinette A110 1re en catégorie GT Spéciale)
  - 1972 : Course de côte de Pouilly (Alpine berlinette A110 1re en catégorie GT Spéciale)
  - 1972 : Course de côte de Tancarville (Alpine berlinette A110 1re en catégorie GT Spéciale)
  - 1972 : Course de côte de Cacharat[14],[15],[16] (à Saint-Pal-de-Chalencon) (Alpine berlinette A110 1re en catégorie GT Spéciale)
  - 1972 : Course de côte du Mont-Dore (Alpine berlinette A110 1re en catégorie GT Spéciale)
  - 1972 : Course de côte du Col de l'Orme (entre Lucéram et le lieu-dit de la Cabanette) (Alpine berlinette A110 1re en groupe 3 et 4)
  - 1972 : Course de côte de Corcoué-sur-Logne (Alpine berlinette A110 1re en groupe 3 et 4)
  - 1972 : Course de côte de La Bouille (Alpine berlinette A110 1re en groupe 3 et 4)
  - 1972 : Course de côte de La Roquette (Alpine berlinette A110 1re en groupe 4)
  - 1972 : Course de côte de Limonest Mont Verdun (Alpine berlinette A110 1re en groupe 3 et 4)
  - 1972 : Course de côte de Montbazillac (Alpine berlinette A110 1re en groupe 3 et 4)
  - 1972 : Course de côte de Montgueux (Alpine berlinette A110 1re en groupe 3 et 4)
  - 1972 : Course de côte de Périgueux Coursac (Alpine berlinette A110 1re en groupe 4)
  - 1972 : Course de côte de Pluméliau (Alpine berlinette A110 1re en groupe 3 et 4)[17]
  - 1973 : Courses de côte en groupe 3, treize victoires supplémentaires (Alpine berlinette A110 1600S)
  - 1976 : Course de côte du Buisson-de-Cadouin (Alpine berlinette A110 1re en groupe 4 (+ classe 1 et 2))
  - 1976 : Course de côte de Crémieu (Alpine berlinette A110 1re en groupe 3 (+ classe 3))
  - 1976 : Course de côte de La Pommeraye (Alpine berlinette A110 1re en groupe 4 (+ classe 3))
  - 1976 : Course de côte de Montgueux (Alpine berlinette A110 1re en groupe 5 (+ classe 3))
  - 1976 : Course de côte de Nîmes Collias (Alpine berlinette A110 1re en groupe 5 (+ classe 3 et classe 1))
  - 1976 : Course de côte de Saâcy-sur-Marne (Alpine berlinette A110 1re en groupe 4 et groupe 5 (+ classe 3))
  - 1976 : Course de côte de Sainte-Anne (Alpine berlinette A110 1re en groupe 3, groupe 4 et groupe 5 (+ classe 3 et classe 1))
  - 1976 : Course de côte de Sancerre (Alpine berlinette A110 1re en groupe 4 (+ classe 3, classe 2 et classe 1))
  - 1976 : Course de côte de Sartène San-Damiano (Alpine berlinette A110 1re en groupe 3, groupe 4 et groupe 5 (+ classe 3 et classe 1))
  - 1976 : Course de côte de Saumur (Alpine berlinette A110 1re en groupe 4 et groupe 5 (+ classe 3 et classe 2))
  - 1976 : Course de côte de Soissons (Alpine berlinette A110 1re en groupe 4 (+ classe 3 et classe 1))[13]
  - 1979 : Course de côte d'Espalion (Alpine berlinette A110 1re en groupe 5)[18]
- Victoires sur circuits de glace :
  - 1971, 1972 et 1973 : Alpine Berlinette A110 à la Ronde hivernale (futures 24 Heures de Chamonix) (Jean-Claude Andruet (2), puis Bernard Darniche)
  - 1973 : Alpine Berlinette A110 à la Ronde hivernale de Serre Chevalier (B. Darniche)
- Titres nationaux (vingt-huit championnats en rallye dont six français, dans dix pays européens différents entre 1967 et 1977) :
  - 1967 : Alpine berlinette A110 1400 championne de France des rallyes sur asphalte en groupe 3 grand tourisme avec Gérard Larrousse (vice-champion de France toutes catégories)
  - 1967, 1968 et 1971 : Alpine berlinette A110 1300S championne d'Espagne des rallyes catégorie grand tourisme avec Bernard Tramont (2), puis Lucas Sainz
  - 1968 et 1970 : Alpine berlinette A110 1400 puis A110 1600S championne de France des rallyes sur asphalte avec Jean-Claude Andruet
  - 1968 : Alpine berlinette A110 1300S championne de Belgique des rallyes nationaux avec Jean-Marie Jacquemin
  - 1969 : Alpine berlinette A110 1400 championne de France des rallyes sur asphalte avec Jean Vinatier
  - 1970 : Alpine berlinette A110 1300 championne de France de course de côte en groupes 3 et 4 avec Jean Ortelli
  - 1970 et 1971 : Alpine berlinette A110 1300 championne de Bulgarie avec Ilia Tchubrikov
  - 1970 : Alpine berlinette A110 1300 championne de Roumanie avec Aurel Puiu
  - 1971 : Alpine berlinette A110 1600S championne de France des rallyes sur asphalte avec Jean-Pierre Nicolas
  - 1972 : Alpine berlinette A110 1800 championne de France des rallyes sur asphalte avec Bernard Darniche
  - 1972, 1973, 1974, 1975 et 1976 : Alpine berlinette A110 championne de Tchécoslovaquie avec Vladimír Hubacek
  - 1973 : Alpine berlinette A110 1800 championne de France des rallyes sur asphalte avec Jean-Luc Thérier
  - 1970 (et Opel Kadett), 1972, 1973, 1976 et 1977 (et Nissan Violet 160J) : Alpine berlinette A110 1600 (3) puis 1800 (2) championne de Grèce avec Anastásios Livieratos (Siroco)
  - 1973 : Alpine berlinette A110 et Renault 12 championnes de Turquie des rallyes avec Aytaç Kot (copilote Ercan Ayan)
  - 1974 : Alpine berlinette A110 1800 championne de Suisse des rallyes avec Matthias Schreir
  - 1974 : Alpine berlinette A110 1800 championne de Pologne des rallyes avec Błażej Krupa
  - 1974 et 1975 : Alpine berlinette A110 1800 championne de France des rallyes sur asphalte avec Jacques Henry (et groupe 4/5)
  - 1975 : Alpine berlinette A110 1800 championne de Hongrie des rallyes avec Attila Ferjancz
  - 1977 et 1978 : Alpine berlinette A110 1600S championne de Belgique des voitures de tourisme 1,6 L avec Albert Vanierschot
  - 1977 : Alpine berlinette A110 Squale 1600 vice-championne de France de rallycross avec Bruno Saby
  - 1978 : Alpine berlinette A110 Squale 1600 championne de France de rallycross avec Bruno Saby (quinze succès)
  - Championnat de France Autocross et Sprintcar, division 2 2 000 cm3 et Challenge AFAC : Alpine berlinette A110 de 1991 à 1996 puis 1998 (Régis Lagarde), 1999 (Noam Lagarde) et 2003 (Romuald Delaunay)
  - 1995 : Alpine berlinette A110 1800 championne de France Historic avec Jean-Charles Rédélé
- Rallyes internationaux :
  - 1968, 1969, 1972 et 1973 : Alpine berlinette A110 vainqueur du Rallye des Asturies, en championnat d'Espagne et d'Europe (par Bernard Tramont en 1968 et 1969)
  - 1970 : Alpine berlinette A110 1600S championne d'Europe (avec Jean-Claude Andruet) ; vainqueur de cinq rallyes : Rallye Lyon-Charbonnières-Stuttgart–Solitude, Rallye de Lorraine, Rallye international de Genève, Rallye de Pologne, Rallye Munich-Vienne-Budapest ; Alpine finit aussi vice-championne internationale des marques (laissant le titre à Porsche pour deux points de retard[19], et vainqueur en Italie et à l'Acropole avec Jean-Luc Thérier)
  - 1971 : Alpine berlinette A110 1600S vainqueur du Rallye du Portugal, en championnat d'Europe avec Jean-Pierre Nicolas
  - 1971 : Alpine berlinette A110 1600S championne internationale des marques (avec Ove Andersson) ; vainqueur de trois rallyes : Monte-Carlo, Grèce et Sanremo
  - 1971 : Alpine berlinette A110 1600 vainqueur du Rally Zlatni Piassatzi (2e Rallye de Bulgarie), en championnat d'Europe avec Ilia Tchoubrikov
  - 1972, 1973 et 1975 : Alpine berlinette A110 1600 vainqueur du Barum Rally Zlin (Rallye de Tchécoslovaquie), en championnat d'Europe avec Vladimír Hubáček
  - 1972 : Alpine berlinette A110 1800 vainqueur du Rallye Lyon-Charbonnières-Stuttgart-Solitude, en championnat d'Europe avec Jean-Claude Andruet
  - 1972 : Alpine berlinette A110 1600S vainqueur de la Coupe des Dames du Rallye Monte-Carlo avec Pat Moss (récidive en 1976 avec Michèle Mouton sur A110 1600SC)
  - 1972 : Alpine berlinette A110 1800 vice-championne d'Europe de courses de côte, avec Jean Ortelli

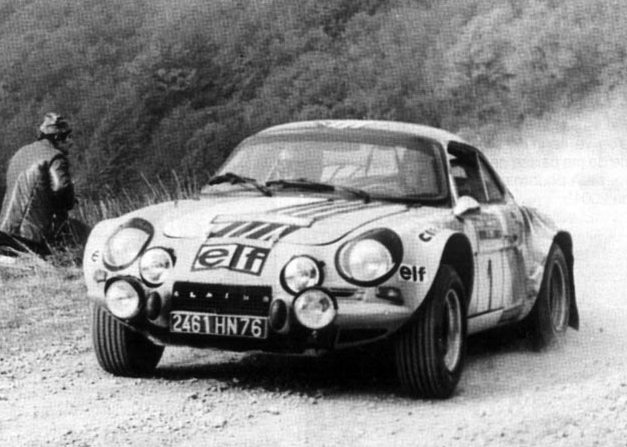
Jean-Luc Thérier en 1973, vainqueur du Rallye Sanremo.

- - 1973 : Alpine-Renault berlinette A110 1800 championne du monde des constructeurs avec les victoires de Jean-Claude Andruet (Monte-Carlo), Bernard Darniche (Maroc, Autrichien des Alpes), Jean-Pierre Nicolas (Tour de Corse) et Jean-Luc Thérier (Portugal, Acropole, Sanremo)
  - 1973 : Alpine berlinette A110 1600S vainqueur du Rallye Paris - Saint-Raphaël Féminin, en championnat d'Europe avec Marianne Hoepfner
  - 1975 : Alpine-Renault encore 3e du  championnat du monde des rallyes ; Alpine-Renault berlinette A110 1800 vainqueur à cinq reprises dans le championnat d'Europe : Critérium Alpin (J.-P. Nicolas et Vincent Laverne), Rallye d'Antibes (J.-P. Nicolas et V. Laverne), Ronde de la Giraglia (Jacques Henry et Maurice Gélin), Rallye de Touraine (J. Henry et M. Gélin) et Hessen (Achim Warmbold et John Davenport)
  - 1977 : Alpine-Renault berlinette A110 1800 groupe 4 championne d'Europe FIA de Rallycross (1re en Belgique, en Allemagne, et en Hollande).

(Au total : après le Tour de Corse 1968 gagné par Jean-Claude Andruet (en version 1440), l'A110 remporte douze victoires de niveau mondial en quatre saisons (1970-73, six en IMC et six en WRC), pour 31 podiums en sept saisons (1970-76, onze en IMC et vingt en WRC) ; Jean-Pierre Nicolas est le dernier vainqueur en WRC (Tour de Corse 1973), et Anastásios Livieratos comptabilise le dernier podium (Acropole 1976, en version 1800))

### Endurance automobile
En 1968, deux Alpine A110 sont engagées aux 24 Heures du Mans par des équipes indépendantes. Elles parviennent toutes les deux à terminer la course, mais ne sont pas classées, pour distance parcourue insuffisante.

## L'Alpine A110 dans la culture populaire

### Cinéma
On peut apercevoir des A110 dans quelques films, où elle joue parfois des rôles importants.
- Johnny Banco (1967).
- Le Soleil des voyous (1967).
- Clodo (1970).     Un condé (1970).

### Télévision
- Les Aventures de Michel Vaillant (1967), où elle est visible dans l'épisode 1.
- Balthazar (saison 1, 2018), où elle est conduite par le personnage principal joué par Tomer Sisley.

### Jeux vidéo
Figure très importante du rallye, l'A110 est très représentée dans les jeux vidéo.
- Sega Rally 2 (1998)
- V-Rally 2 (1999)
- Final Fantasy VIII (1999), visible dans une version modifiée et non jouable. [réf. nécessaire]
- Sega GT (2000)
- Paris-Marseille Racing (2000)
- R: Racing (2004)
- DRIV3R (2004)
- Sega GT 2002 (2004)
- RalliSport Challenge 2 (2004)
- Lego City Undercover (2013), la « Lusca » est fortement inspirée de l'Alpine A110.
- Sébastien Loeb Rally Evo (2016)
- V-Rally 4 (2018)
- Gravel (2018)
- Grid (2019)
- Art of Rally (2020), où l'A110 apparaît sous le nom « la montaine »
- EA Sports WRC (2023)[23].

De plus, l'A110 apparaît de manière récurrente dans des sagas de jeux vidéo :
- dans la saga Gran Turismo, comme dans Gran Turismo 4 (2004), Gran Turismo 5 (2010), Gran Turismo 6 (2013), Gran Turismo Sport (2017) et Gran Turismo 7 (2022) ;
- dans la saga Dirt, avec Dirt 3 (2011), Dirt Rally (2015), Dirt 4 (2017) et Dirt Rally 2.0 (2019) ;
- dans la saga Forza Horizon, notamment dans Forza Horizon 2 (2014), Forza Horizon 3 (2016), Forza Horizon 4 (2018) et Forza Horizon 5 (2021) ;
- dans la saga Forza Motorsport, avec Forza Motorsport 6 (2015) et Forza Motorsport 7 (2017) ;
- dans la saga WRC, notamment WRC 8, WRC 9 et WRC 10.

### Vidéo
- La Berlinette Alpine-Renault - La reine des rallyes, film de Francis Maze, avec Jean-Luc Thérier, Bernard Darniche, Jean Rédélé, François Lhermoyer et Jacques Cheinisse, éd. E.P.I. Diffusion, 95 min, 2003.